# Rose Elinor Dougall
Rose Elinor Dougall, även kallad Rosay eller Rosé, född 13 mars 1986 i Brighton, är en brittisk sångerska. Hon var medlem i The Pipettes från 2003 till 2008 under namnet Rose Pipette.

## Diskografi (solo)
Studioalbum
- 2010 – Without Why

EPs
- 2012 – The Distractions EP
- 2013 – Future Vanishes

Singlar
- 2008 – "Another Version of Pop Song"
- 2009 – "Start/Stop/Synchro"
- 2009 – "Fallen Over"
- 2010 – "Find Me Out"
- 2016 – "Stellular"
- 2017 – "Space To Be"
- 2017 – "The Half Remarkable Question" / "Ride, Ride" (delad singel: Toy / Rose Elinor Dougall)

Samlingsalbum
- 2009 – Singles 1,2,3